# Casino de Campione
El Casino de Campione (en italiano: Casinò di Campione)  es el mayor empleador en el municipio de Campione d'Italia, un enclave de Italia en Cantón de Ticino de Suiza, a orillas del lago de Lugano. El casino fue fundado en 1917 como un sitio para recoger información de los diplomáticos extranjeros durante la Primera Guerra Mundial. Hoy en día es propiedad del gobierno italiano, y es administrado por la municipalidad. Los ingresos del casino son suficientes para el funcionamiento de Campione sin la imposición de impuestos, o la obtención de otros ingresos. Es el casino más grande de Europa. En 2007, el casino se trasladó a unas nuevas instalaciones, diseñadas por el arquitecto suizo Mario Botta.